# 버블검 공주
버블검 공주(Princess Bubblegum 프린세스 버블검[*])는 카툰 네트워크의 애니메이션 시리즈 《핀과 제이크의 어드벤처 타임》의 등장인물이다. 본명은 보니벨 버블검(Bonnibel Bubblegum)으로 보니(Bonnie)나 PB라는 약칭으로 불리기도 한다. 버블검 공주는 힌든 월치가 성우를 맡았다.
버블검 공주는 캔디 시민들이 거주하는 캔디 왕국의 통치자이다. 작품의 주인공 핀과 제이크와는 좋은 친구 관계로 2008년 파일럿 단편에서 함께 첫 등장한다. 작품의 마지막 에피소드 〈Come Along With Me〉에서 마르셀린과 함께 키스하며 둘 사이의 관계가 공식화되었다.

## 디자인과 성우
2007년 파일럿 단편에서는 페이지 모스가 연기하였으며, 정식 시리즈에서는 힌든 월치가 성우를 맡았다.
버블검 공주는 이름 그대로 풍선껌으로 만들어진 분홍색 머리카락을 갖고 있으며, 주로 보라색 소매가 달린 분홍색 옷을 입는다. 과학 실험을 할 때에는 흰색 가운과 함께 보호 안경을 착용한다. 풍선껌과 사탕으로 만들어진 몸의 특성을 활용하여 자신의 잃어버린 신체를 되찾거나 나이를 조절할 수도 있다. 버블검의 신체 나이는 18살이지만 실제 나이는 827살로, 작중 시점으로부터 수백년 전에 "마더 껌"이라는 이름의 존재에서 태어났다는 사실이 나중에 밝혀진다. 두 번째 시즌에서는 리치의 공격으로 인해 신체 일부분을 잃어버리고, 그 영향으로 잠시 13살로 어려지게 된다. 세 번째 시즌 〈Too Young〉에서는 레몬 백작으로부터 왕국을 되찾기 위해 다른 캔디 백성들의 몸을 일부 떼어내 다시 18살이 된다.

## 특징

### 성격
초기 《어드벤처 타임》의 공식 홈페이지에서는 버블검 공주에 대해 "백만장자이면서 너드이고 열정적인 사람으로, 자기 스스로 긱스러운 세상에 몰두해 있다."라고 소개하였다. 버블검 공주는 대체로 친절하며 온화한 성격과 정의로운 인품을 갖고 있으나, 때때로 화가 난 경우 어두운 면모를 보이기도 한다. 수학과 과학에 유능하여 캔디 시민이나 여러 장치들을 만들어내는 재주가 뛰어나다. 독일어와 한국어를 할 수 있으며, 한국어는 자신의 친구 무지개콘과 의사소통을 하는데 사용한다. 과학적인 사실에 집중하며 마법과는 거리를 두고자 한다.
버블검은 자신의 시민들을 과잉 보호하려는 의식에 독재적인 모습을 보이기도 한다. 두 번째 시즌에서 죽음의 고비를 넘긴 버블검은 다섯 번째 시즌과 여섯 번째 시즌에서는 왕국에 카메라를 설치하여 시민들을 감시하고 있었다는 사실이 드러난다. 여섯 번째 시즌 후반부에서 선거로 왕위에서 물러나게 되자 버블검은 자신이 캔디 시민들을 어리석게 만들었다는 사실을 깨닫게 된다. 이후 미니시리즈 《Stakes》 이후 다시 왕국에 돌아온 버블검은 원래의 모습을 되찾는다. 

### 인물 관계
버블검 공주는 핀과 제이크의 친한 친구이다. 얼음대왕으로부터 버블검을 자주 구출해 준 핀은 버블검에게 호감을 갖고 있었으나, 결국 버블검에게 있어 자신은 아직 어린 동생으로 밖에 여겨질 수 없음을 깨닫는다.
버블검은 두 번째 시즌에서 죽음을 간접적으로 경험한 이후로는 자신이 영원히 살지 못할 것이라는 것을 깨닫는다. 그 결과 자신이 죽고 난 후 왕국을 이끌어갈 영원히 살 수 있는 클론 스핑크스인 골리아드(Goliad)를 만들게 된다. 여섯 번째 시즌 〈The Cooler〉에서는 불꽃 공주를 견제하기 위해 불꽃 왕국의 용암을 일부러 차갑게 식히고 있었고, 이로 인해 불꽃 공주와 싸우나 결국에는 화해한다.
버블검은 마르셀린과 깊은 관계를 맺고 있다. 둘은 초기에 서로 적대적인 사이로 묘사되었으나, 세 번째 시즌 〈What was Missing〉에서는 과거 어떠한 관계를 가지고 있었다는 사실이 밝혀진다. 해당 에피소드에서 버블검이 가장 소중히 물건은 바로 마르셀린이 준 티셔츠로, 마르셀린은 이 사실에 대해 전혀 모르고 있다. 〈Sky Witch〉에서 버블검은 그 티셔츠를 마르셀린의 아끼는 인형인 햄보와 맞바꾸게 된다. 일곱 번째 시즌 〈Varmints〉에서는 둘이 자유롭게 모험을 떠나며 놀러 다닌 과거에 대해 회상하며, 버블검은 자신의 일에 대한 집착과 책임으로 인해 마르셀린을 멀리할 수 밖에 없었음을 후회한다. 마지막 에피소드 〈Come Along With Me〉에서 골브로부터 마르셀린이 버블검을 구하고, 둘은 서로 키스한다. 이후 스핀오프 《어드벤처 타임: 머나먼 땅》의 〈Obisidan〉에서는 본격적으로 둘의 연애 관계에 대해 다루었다. 해당 에피소드에 따르면 둘은 마르셀린의 동굴에서 함께 지내고 있다.
버블검은 한때 크림 퍼프 씨라는 이름의 남자 캐릭터와 사귄 적이 있었으나, 마르셀린과 달리 성 정체성이 명확히 공개된 적이 없다. 이 때문에 많은 평론가들은 버블검의 성 정체성에 대해 양성애자, 퀴어, 레즈비언 등 여러 추측을 하였다. 일부는 버블검과 마르셀린 모두 젠더플루이드한 세계에서 살아가고 있다고 표현하기도 하였다.

## 평가
버블검과 마르셀린의 관계는 여러 논란을 불러 일으켰다. 2014년 마르셀린의 성우 올리비아 올슨은 공개 석상에서 워드가 두 캐릭터가 서로 사귀는 사이라고 말한 사실을 언급하였으나, 나중에 트위터를 통해 "나는 그러한 자리에서 이야기를 만들어내는 것을 좋아한다. 모두들 나의 이야기를 너무 진지하게 받아들인 것 같다."라고 말하며 자신의 발언을 수습하기도 하였다. 프레드레이터 스튜디오가 제작한 한 작품 요약 영상에는 버블검과 마르셀린이 연인 사이임을 암시하는 내용이 담겨있었는데, 해당 영상은 이후 유튜브에서 삭제되었고 의혹은 더 커져만 갔다. 이그제큐티브 프로듀서 프레드 세이버트는 "팬들의 추측과 더불어 수위를 넘은 팬아트에 휩싸여 우리가 너무 지나친 부분이 있었다."라고 해명하였다. 워드는 이에 대해 "큰 소란이었기 때문에 이에 대해 정말로 언급하고 싶지 않았다."라고 말하기도 하였다.

## 같이 보기
- 핀과 제이크의 어드벤처 타임의 등장인물 목록

## 추가 읽기
- McDonnell, Chris (2014). 《Adventure Time: The Art of Ooo》 (영어). Harry N. Abrams. ISBN 9781419704505.
- Olson, Martin (2013). 《The Adventure Time Encyclopaedia (Encyclopedia): Inhabitants, Lore, Spells, and Ancient Crypt Warnings of the Land of Ooo Circa 19.56 B.G.E. - 501 A.G.E.》 (영어). Harry N. Abrams. ISBN 978-0-8126-9858-9.